# Präfektur Aikawa

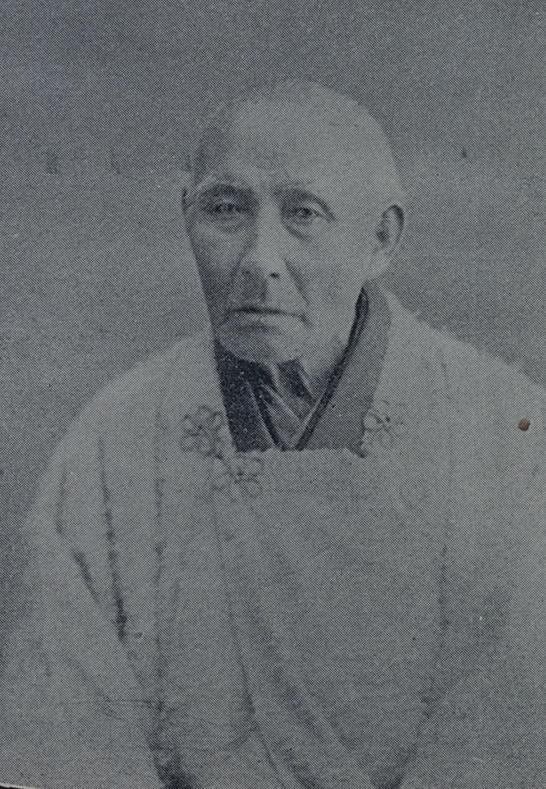
Suzuki Shigene, vor der Restauration Hatamoto und der letzte Sado-bugyō für das Shogunat, war 1871 bis 1876 Gouverneur von Aikawa

Aikawa (japanisch 相川県 Aikawa-ken) war von 1871 bis 1876 eine Präfektur (ken) Japans. Sie umfasste die gesamte antike Provinz Sado. Sie entstand aus der in der Meiji-Restauration als Nachfolger der Shogunatsverwaltung Sado (Sado-bugyōsho) 1868 eingerichteten Präfektur Sado (佐渡県 Sado-ken). Bei der zweiten Welle von Präfekturfusionen 1876 wurde sie Teil von Niigata. Der Sitz der Präfekturverwaltung befand sich im namensgebenden Aikawa-Hiroma-machi im Landkreis Sawata.